# Statistica Formulei 1
Aceasă pagină listează informațiile statistice ale Campionatului Mondial de Formula 1. Informațiile sunt actualizate după Marele Premiu al Qatarului din 2023.

## Piloți
Piloții îngroșați concurează și în sezonul actual de Formula 1.

### Cele mai multe starturi
| Poz.   | Pilot              | Sezoane                    | Starturi |
| ------ | ------------------ | -------------------------- | -------- |
| 1      | Fernando Alonso    | 2001, 2003–2018, 2021–2023 | 372      |
| 2      | Kimi Räikkönen     | 2001–2009, 2012–2021       | 349      |
| 3      | Lewis Hamilton     | 2007–2023                  | 327      |
| 4      | Rubens Barrichello | 1993–2011                  | 322      |
| 5      | Michael Schumacher | 1991–2006, 2010–2012       | 306      |
| 5      | Jenson Button      | 2000–2017                  | 306      |
| 7      | Sebastian Vettel   | 2007–2022                  | 299      |
| 8      | Felipe Massa       | 2002, 2004–2017            | 269      |
| 9      | Riccardo Patrese   | 1977–1993                  | 256      |
| 10     | Jarno Trulli       | 1997–2011                  | 252      |
| 10     | Sergio Pérez       | 2011–2023                  | 252      |
| Surse: |                    |                            |          |

### Cele mai multe victorii
| Poz.   | Pilot              | Sezoane                    | Curse | Victorii | Procentaj |
| ------ | ------------------ | -------------------------- | ----- | -------- | --------- |
| 1      | Lewis Hamilton     | 2007–2023                  | 327   | 103      | 31,50%    |
| 2      | Michael Schumacher | 1991–2006, 2010–2012       | 308   | 91       | 29,55%    |
| 3      | Sebastian Vettel   | 2007–2022                  | 300   | 53       | 17,67%    |
| 4      | Alain Prost        | 1980–1991, 1993            | 202   | 51       | 25,25%    |
| 5      | Max Verstappen     | 2015–2023                  | 180   | 49       | 27,22%    |
| 6      | Ayrton Senna       | 1984–1994                  | 162   | 41       | 25,31%    |
| 7      | Fernando Alonso    | 2001, 2003–2018, 2021–2023 | 375   | 32       | 8,53%     |
| 8      | Nigel Mansell      | 1980–1992, 1994–1995       | 192   | 31       | 16,15%    |
| 9      | Jackie Stewart     | 1965–1973                  | 100   | 27       | 27,00%    |
| 10     | Jim Clark          | 1960–1968                  | 73    | 25       | 34,25%    |
| 10     | Niki Lauda         | 1971–1979, 1982–1985       | 177   | 25       | 14,12%    |
| Surse: |                    |                            |       |          |           |

### Cele mai multe pole position-uri
| Poz.   | Pilot              | Sezoane              | Curse | Pole-uri | Procentaj |
| ------ | ------------------ | -------------------- | ----- | -------- | --------- |
| 1      | Lewis Hamilton     | 2007–2023            | 327   | 104      | 31,80%    |
| 2      | Michael Schumacher | 1991–2006, 2010–2012 | 308   | 68       | 22,08%    |
| 3      | Ayrton Senna       | 1984–1994            | 162   | 65       | 40,12%    |
| 4      | Sebastian Vettel   | 2007–2022            | 300   | 57       | 19,00%    |
| 5      | Jim Clark          | 1960–1968            | 73    | 33       | 45,21%    |
| 5      | Alain Prost        | 1980–1991, 1993      | 202   | 33       | 16,34%    |
| 7      | Nigel Mansell      | 1980–1992, 1994–1995 | 192   | 32       | 16,67%    |
| 8      | Nico Rosberg       | 2006–2016            | 206   | 30       | 14,56%    |
| 8      | Max Verstappen     | 2015–2023            | 180   | 30       | 16,67%    |
| 10     | Juan Manuel Fangio | 1950–1951, 1953–1958 | 52    | 29       | 55,77%    |
| Surse: |                    |                      |       |          |           |

## Echipe
Echipele îngroșate concurează și în sezonul actual de Formula 1.

### Cele mai multe starturi
| Poz. | Echipa            | Sezoane                         | Starturi |
| ---- | ----------------- | ------------------------------- | -------- |
| 1    | Ferrari           | 1950-prezent                    | 1.069    |
| 2    | McLaren           | 1966-prezent                    | 941      |
| 3    | Williams          | 1978-prezent                    | 797      |
| 4    | Lotus             | 1958-1994                       | 489      |
| 5    | Tyrrell           | 1970-1998                       | 430      |
| 6    | / Renault         | 1977-1985, 2002-2011, 2016-2020 | 400      |
| 7    | Brabham           | 1962-1987, 1989-1992            | 394      |
| 8    | Sauber            | 1993-2005, 2010-2018            | 373      |
| 9    | / Red Bull Racing | 2005-prezent                    | 364      |
| 10   | Minardi           | 1990-2005                       | 340      |

### Cele mai multe victorii
| Poz. | Echipa          | Sezoane                         | Victorii |
| ---- | --------------- | ------------------------------- | -------- |
| 1    | Ferrari         | 1950-prezent                    | 243      |
| 2    | McLaren         | 1966-prezent                    | 183      |
| 3    | Mercedes        | 1954-1955, 2010-prezent         | 125      |
| 4    | Williams        | 1978-prezent                    | 114      |
| 5    | Red Bull Racing | 2005-prezent                    | 108      |
| 6    | Lotus           | 1958-1994                       | 81       |
| 7=   | Brabham         | 1962-1987, 1989-1992            | 35       |
| 7=   | Renault         | 1977-1985, 2002-2011, 2016-2020 | 35       |
| 9    | / Benetton      | 1986-2001                       | 27       |
| 10   | Tyrrell         | 1970-1998                       | 23       |

### Cele mai multepole position-uri
| Poz. | Echipa          | Sezoane                         | Pole-uri |
| ---- | --------------- | ------------------------------- | -------- |
| 1    | Ferrari         | 1950-prezent                    | 246      |
| 2    | McLaren         | 1966-prezent                    | 156      |
| 3    | Mercedes        | 1954-1955, 2010-prezent         | 137      |
| 4    | Williams        | 1978-prezent                    | 128      |
| 5    | Lotus           | 1958-1994                       | 107      |
| 6    | Red Bull Racing | 2005-prezent                    | 93       |
| 7    | Renault         | 1977-1985, 2002-2011, 2016-2020 | 51       |
| 8    | Brabham         | 1962-1987, 1989-1992            | 39       |
| 9    | / Benetton      | 1986-2001                       | 15       |
| 10   | Tyrrell         | 1970-1998                       | 14       |

1. ↑  „Grand Prix Number”. StatsF1.com. Accesat în 28 mai 2023.
2. ↑  „Drivers”. FORIX. Accesat în 31 octombrie 2020.
3. ↑  „Where does Lewis Hamilton stand among Formula 1's greats after his fourth F1 world title?”. Skysports.com. 29 octombrie 2017. Arhivat din original la 15 decembrie 2017. Accesat în 14 decembrie 2017.
4. ↑  „Wins By Number”. StatsF1.com. Accesat în 11 septembrie 2022.
5. ↑  Rose, Gary (2 septembrie 2017). „Lewis Hamilton breaks pole record – how he did it in numbers”. BBC.co.uk. Arhivat din original la 28 octombrie 2017. Accesat în 11 decembrie 2017.
6. ↑  „Most pole positions”. StatsF1.com. Accesat în 11 septembrie 2022.